# جين غرين (مغنية)
جين غرين (بالإنجليزية: Jane Green)‏ هي مغنية أمريكية، ولدت في 2 يناير 1897 في كنتاكي في الولايات المتحدة، وتوفيت في 28 أغسطس 1931.